# دراج هارتلاب
دراج هارتلاب (نام علمی: Francolinus hartlaubi) نام یک گونه از سرده دراج است.